# (320) Katharina
(320) Katharina est un astéroïde de la ceinture principale découvert par Johann Palisa le 11 octobre 1891, qui l'a baptisé du prénom de sa mère.